# نبرد خفجی

نقشهٔ عملیات ائتلاف برای بازپس‌گیری خفجی از نیروهای عراقی.

نبرد خَفجی اولین درگیری زمینی بزرگ جنگ خلیج فارس بود. این رویداد در داخل و اطراف شهر خفجی عربستان سعودی از ۲۹ ژانویه تا ۱ فوریه ۱۹۹۱ انجام شد و نقطهٔ اوج عملیات هوایی ائتلاف بر فراز کویت و عراق بود که در ۱۷ ژانویهٔ ۱۹۹۱ آغاز شده بود.
صدام حسین، رئیس‌جمهور عراق، که پیش‌تر تلاش کرده بود با گلوله‌باران مواضع عربستان سعودی و مخازن ذخیرهٔ نفت و شلیک موشک‌های زمین به زمین اسکاد به سمت اسرائیل، نیروهای ائتلاف را به درگیری‌های زمینی پرهزینه بکشاند، دستور حمله به عربستان سعودی از جنوب کویت را صادر کرد. به لشکرهای ۱ و ۵ مکانیزه و لشکر ۳ زرهی ارتش عراق دستور داده شد تا یک تهاجم چندجانبه به خفجی انجام دهند و با نیروهای عربستان سعودی، کویت و ایالات متحده در امتداد خط ساحلی درگیر شوند. به یک نیروی تکاوری عراق نیز دستور داده شد تا از طریق دریا به جنوب نفوذ کرده و از جناح پشت علیه ائتلاف عملیات ایذایی انجام دهد.
این سه لشکر که در روزهای پیش از تهاجم توسط هواپیماهای ائتلاف به شدت آسیب دیده بودند، در ۲۹ ژانویه هجوم خود را آغاز کردند. اکثر حملات آن‌ها توسط تفنگداران دریایی ایالات متحده و نیروهای ارتش ایالات متحده دفع شد، اما یکی از ستون‌های عراقی خفجی را در شب ۲۹–۳۰ ژانویه اشغال کرد. بین ۳۰ ژانویه و ۱ فوریه، دو گردان گارد ملی عربستان سعودی و دو گروهان از تانک‌های قطری با کمک هواپیماهای ائتلاف و توپخانهٔ ایالات متحده تلاش کردند تا کنترل شهر را دوباره به دست گیرند. تا ۱ فوریه، شهر به بهای کشته شدن ۴۳ سرباز ائتلاف و ۵۲ زخمی بازپس گرفته شد. شمار تلفات ارتش عراق بین ۶۰ تا ۳۰۰ نفر بود و برآورد می‌شود ۴۰۰ سرباز عراقی نیز در این نبرد به اسارت درآمدند.
اگرچه حمله به خفجی در ابتدا یک پیروزی تبلیغاتی برای رژیم بعث عراق بود، اما شهر به سرعت توسط نیروهای ائتلاف بازپس گرفته شد. این نبرد توانایی مؤثر نیروی هوایی برای پشتیبانی از نیروی زمینی را نشان داد.

یگان‌های ائتلاف و عراق از ۲۴ تا ۲۸ فوریهٔ ۱۹۹۱ در صحنهٔ عملیاتی کویت مستقر شدند.

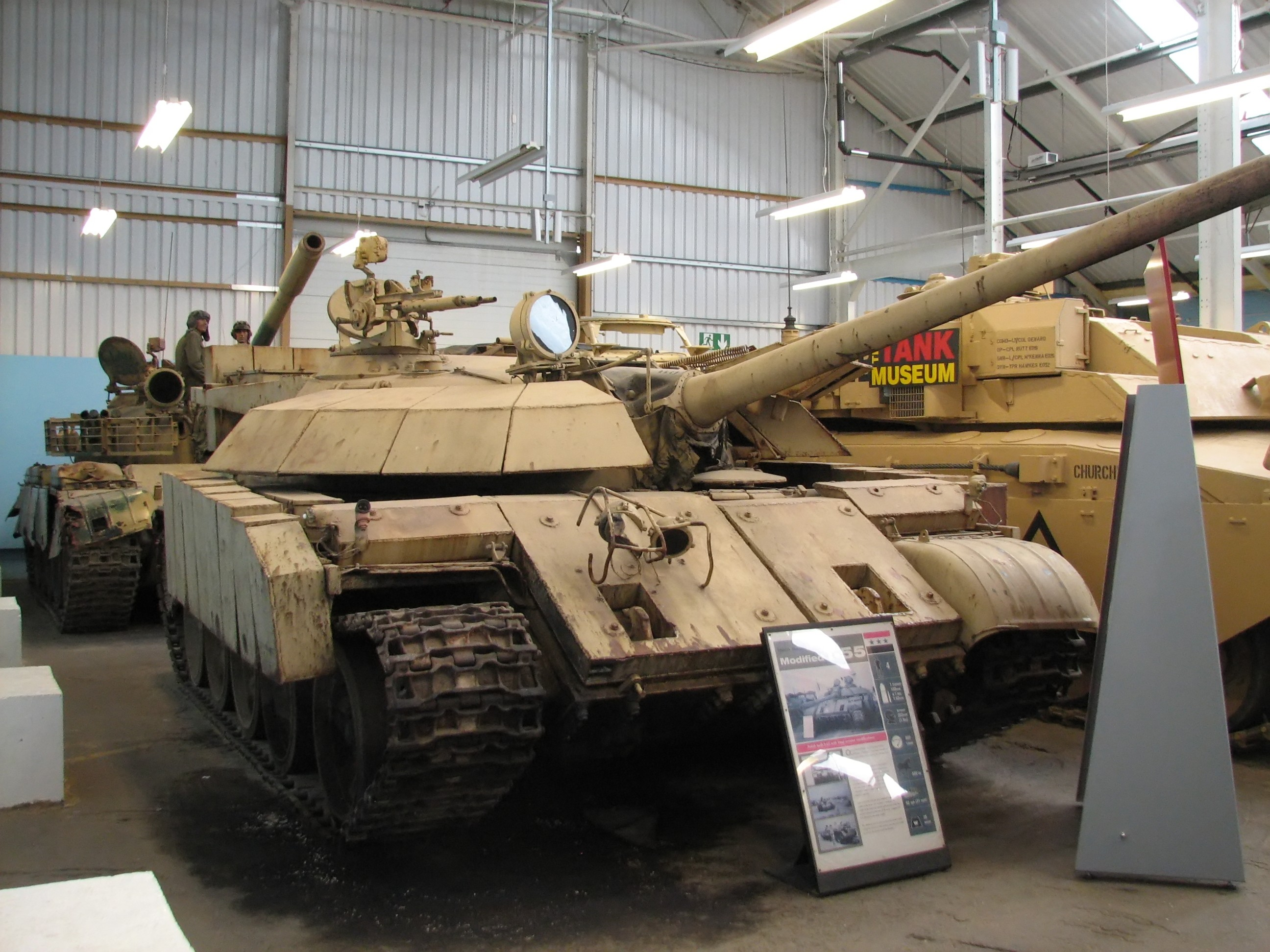
یک نمونهٔ تغییریافتهٔ عراقی از تانک تی-۵۴/۵۵ با نام رمز انیگما که در طول نبرد مورد استفاده قرار گرفت.